# Зенов, Алексей Георгиевич
Алексей Георгиевич Зенов (род. 1896 — не ранее 1984) — советский государственный деятель, в 1940—1944 годах нарком лёгкой промышленности РСФСР.

## Биография
Алексей Георгиевич Зенов родился в 1896 году. С 1916 года служил на Балтийском флоте в Кронштадтской морской крепости. Участник штурма Зимнего дворца и Гражданской войны. Член РКП(б) с 1919 года. С 1922 года находился на хозяйственной работе.
С 1927 года — первый директор Ивантеевской трикотажной фабрики им. Дзержинского, организованной на базе бывшей красильной фабрики Шатена. В период его руководства предприятие стало одним из ведущих в отрасли, на нем в 1929 году работало 4,3 тысячи человек.
С 6 сентября 1940 года по 1944 год народный комиссар лёгкой промышленности РСФСР.
Автор воспоминаний о штурме Зимнего дворца и научных работ по трикотажному производству. Редактор вышедшего в 1950 году «Справочника трикотажника».